# Ida Baumann
Pour les articles homonymes, voir Baumann.
Ida Baumann, née le 12 février 1864 à Herisau et morte 24 août 1932 à Heiden, est une peintre suisse du canton d'Appenzell Rhodes-Extérieures. 
Elle est une des premières peintres suisses à recevoir des commandes publiques de portraits.

## Biographie

### Famille
Ida Baumann est la fille de Johannes Baumann, fabricant de broderies et membre du conseil cantonal, et d'Amalie Bodenmann. Elle a cinq frères et sœurs et huit demi-frères et demi-sœurs. Elle est la demi-sœur du conseiller fédéral Johannes Baumann et d'Anna Baumann, peintre.

### Formation
Ida Baumann entre d'abord à l'école professionnelle de Saint-Gall. En 1884, elle déménage à Darmstadt où elle apprend de Heinrich Reinhard Kröh et Marie Schaefer pendant un an et demi,. De 1885 à 1889, elle étudie à Paris à l'Académie Colarossi. Ses professeurs sont Raphaël Collin et Gustave Courtois,. Dans les années 1887 à 1889, elle expose au salon de Paris,.
| Johannes Baumann, demi-frère d'Ida Baumann et peint par celle-ci, vers 1910, Bibliothèque cantonale d'Appenzell Rhodes-Extérieures.                                           |  | Johannes Baumann, demi-frère d'Ida Baumann et peint par celle-ci, vers 1910, et Rösli Walser, nièce d'Ida Baumann (1926), Bibliothèque cantonale d'Appenzell Rhodes-Extérieures |
| Johannes Baumann, demi-frère d'Ida Baumann, vers 1910, et Rösli Walser, nièce d'Ida Baumann (1926), peints par celle-ci Bibliothèque cantonale d'Appenzell Rhodes-Extérieures |  | |

### Carrière artistique
Ses dons pour la peinture de portrait lui valent sa première commande en Angleterre en 1888 puis en Suisse orientale. Les portraits d'Anna Elvira Zellweger-Tobler, réalisés en 1889, et de Melanie Tanner Winterhalter, peints entre 1892 et 1894, en témoignent. Après avoir obtenu son diplôme en été 1889, elle s'installe en Angleterre en 1890 et travaille pendant deux ans comme portraitiste dans des domaines anglais et écossais. Elle y évolue dans les plus hautes sphères de la société. En 1891, elle loue l'atelier du peintre John Collier à Londres et passe ses étés en Suisse. Elle crée des tableaux de genre lors de randonnées et de séjours dans le canton d'Appenzell Rhodes-Intérieures. Celles-ci montrent des gens du peuple, le plus souvent en costumes traditionnels. En 1892, elle expose à la Royal Academy of Arts de Londres.
En 1894, Ida Baumann est atteinte par la polyarthrite rhumatoïde alors qu'elle est à Paris. En 1896, elle abandonne sa résidence londonienne. Après des séjours aux thermes en 1897 et 1898 et un dernier séjour de six mois à Paris en 1899, elle s'installe à Bâle pour vivre avec son frère Ernst Baumann, qui dirige un cabinet médical. Elle y vit jusqu'en 1923 dans une maison au 11 Eulerstrasse. En raison de sa maladie, elle est limitée dans son travail. Néanmoins, elle réalise de nombreuses commandes, surtout des portraits au pastel et des portraits d'hommes politiques comme celui d'Arthur Eugster, réalisé vers 1907. Elle s'est inspirée des travaux de Franz Lenbach. Vers 1900, elle réalise également de nombreux portraits en miniature.
Malgré la maladie, elle poursuit sa carrière d'artiste jusqu'en 1920. Ensuite, elle devient dépendante de sa nièce Louise Henriette Kürsteiner-Baumann qui l'accompagne lors de nombreux séjours en Italie pour se reposer,. Ida Baumann décède chez sa nièce à Heiden le 24 août 1932.

## Importance artistique
Ida Baumann est une artiste qui eut du succès tôt dans sa carrière. Son œuvre démontre une maturité certaine qui rappelle celle d'Ottilie Roederstein ou de Marie-Louise Bion. Ses scènes de genre rappellent également Caspar Ritter.

## Œuvres (sélection)
- 1885 : Jeune gitane, huile sur toile, 56 × 46 cm, collection particulière
- vers 1885–1889 : Portrait de tête d'un jeune homme, pastel, 35 × 35 cm, Trogen, Bibliothèque cantonale d'Appenzell Rhodes -Extérieures
- vers 1885–1889 : Portrait d'une jeune femme de profil, huile sur toile, 44,2 × 36,3 cm, Trogen, Kantonsbibliothek Appenzell Ausserrhoden
- vers 1887 : Dame d'âge moyen, huile sur toile, 33 × 24 cm, Saint-Gall, Musée historique et ethnologique de Saint-Gall (inv. no 2019.042)
- probablement 1888 : Agnata Frances Ramsay, huile sur toile, 72 × 58 cm, Girton College, Université de Cambridge
- probablement 1889 : Anna Elvira Zellweger-Tobler, huile sur toile, 105 × 85 cm, Trogen, Bibliothèque cantonale d'Appenzell Rhodes-Extérieures
- vers 1890 : Portrait d'une inconnue, huile sur toile, 122 × 86,7 cm, Torquay, Torre Abbey Museum (inv. n° A357)
- entre 1892 et 1894 : Melanie Tanner-Winterhalter (1865–1893), huile sur toile, 126 × 86 cm, Trogen, Bibliothèque cantonale d'Appenzell Rhodes-Extérieures
- vers 1893 : Appenzellerin en costume de Rhodes-Intérieures, huile sur toile, 40,5 × 30,5 cm, collection particulière
- vers 1900 : Jeune fille aux cheveux bouclés, techniques mixtes, 10,5 × 7,5 cm, Saint-Gall, Musée historique et ethnologique de Saint-Gall (inv. n° G2017.170)
- après 1901 : Landammann Arthur Eugster (1863–1922), huile sur toile, 92 × 74 cm, Trogen, Bibliothèque cantonale d'Appenzell Rhodes-Extérieures
- vers 1910 : Landammann Johannes Baumann, huile sur toile, Trogen, Bibliothèque cantonale d'Appenzell Rhodes-Extérieures
- 1911 : Johannes Walser (1857-1923), huile sur toile, 74 × 58 cm, collection privée
- 1911 : Clara Walser-Baumann (1871-1929), huile sur toile, 74 × 58 cm, collection privée
- sans date : Mason boy, huile sur toile, 70 × 79 cm, collection particulière
- sans date : Jeune femme aux cheveux ondulés, pastel, 57 × 45,5 cm, Trogen, Bibliothèque cantonale d'Appenzell Rhodes-Extérieures

## Galerie

Œuvres d'Ida Baumann
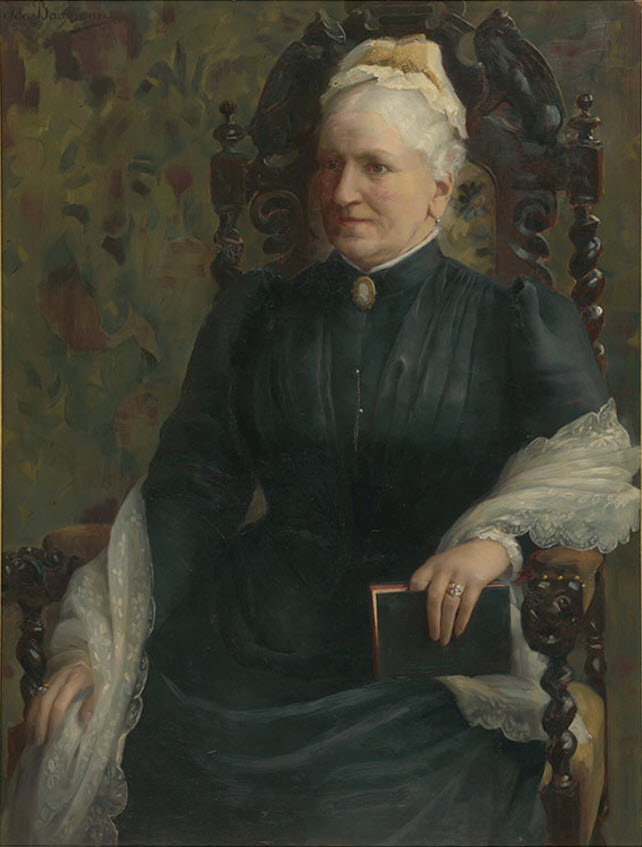
Anna Elvira Zellweger-Tobler (1880), Bibliothèque cantonale d'Appenzell Rhodes-Extérieures.
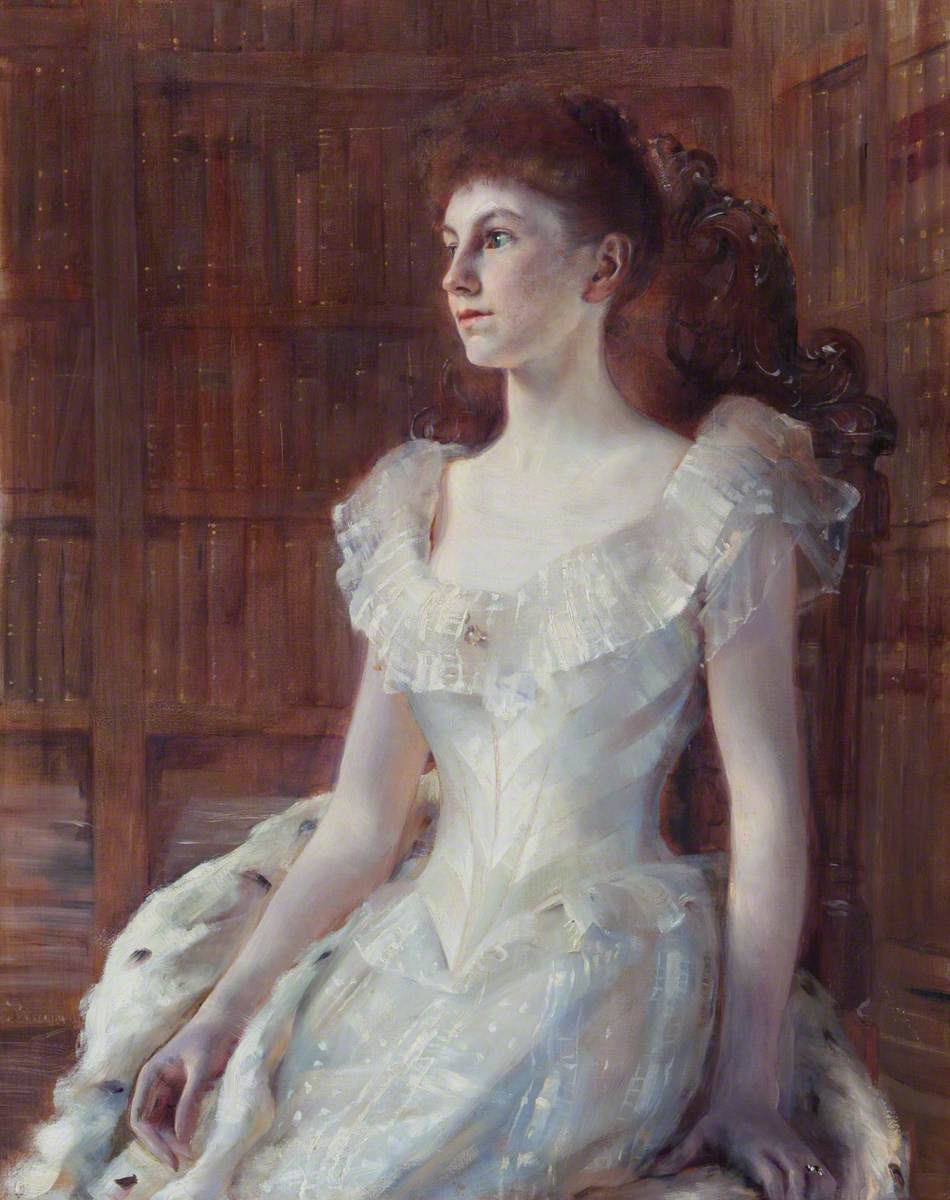
Portrait d'Agnata Butler (1891), Girton College.
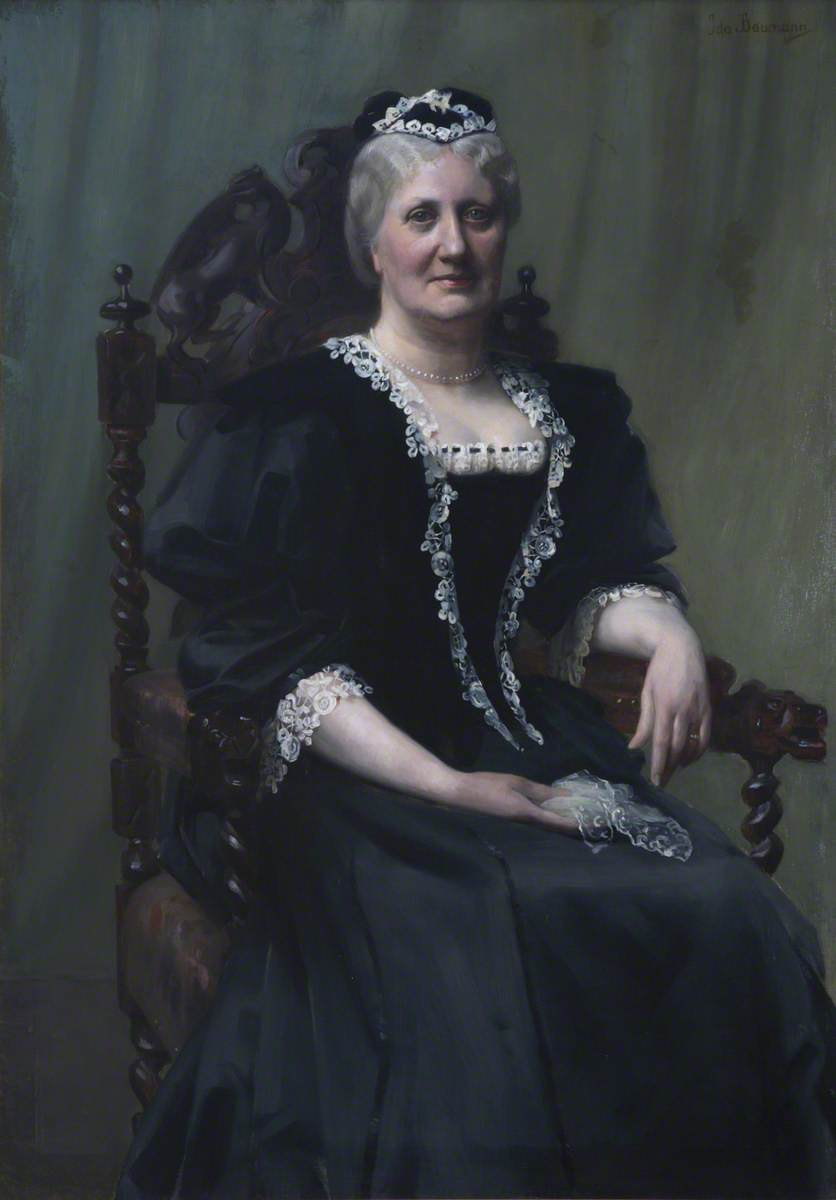
Portrait d'une dame (vers 1891), Abbaye de Torre
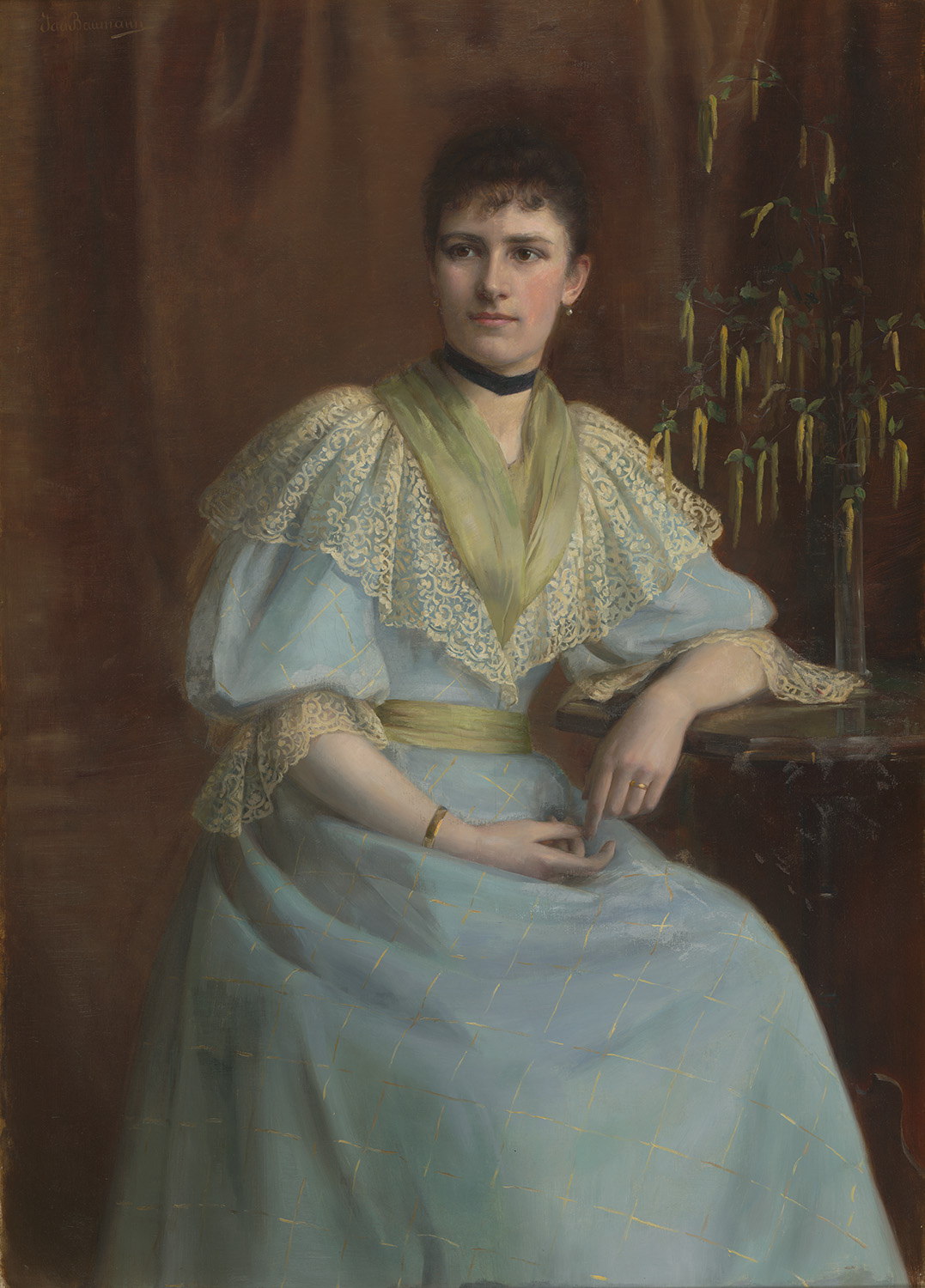
Portrait de Melanie Tanner-Winterhalter (1893), Bibliothèque cantonale d'Appenzell Rhodes-Extérieures.
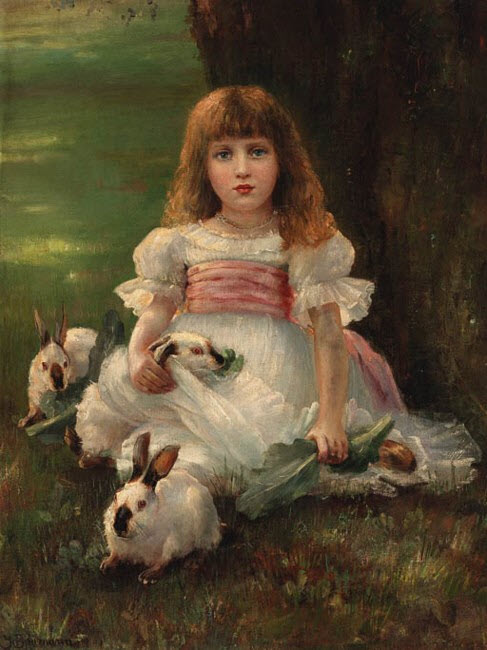
Le repas des lapins (vers 1900), localisation inconnue
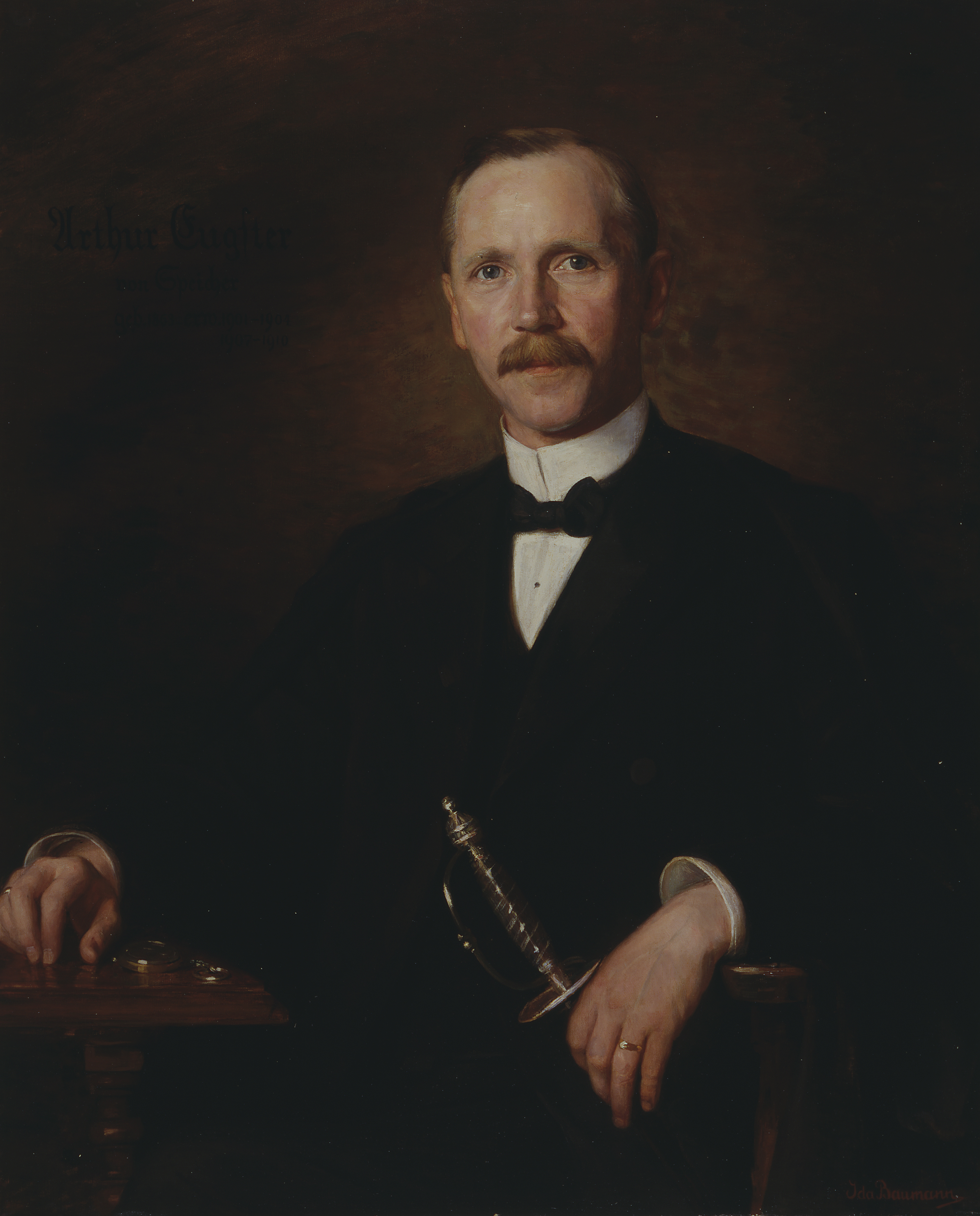
Arthur Eugster (1907), Bibliothèque cantonale d'Appenzell Rhodes-Extérieures.

## Exposition
- 2021 : Berufswunsch Malerin ! (choix de carrière : peintre !), Historisches und Völkerkundemuseum St. Gallen (de)[10]